# Classic Commercial Motor Vehicles

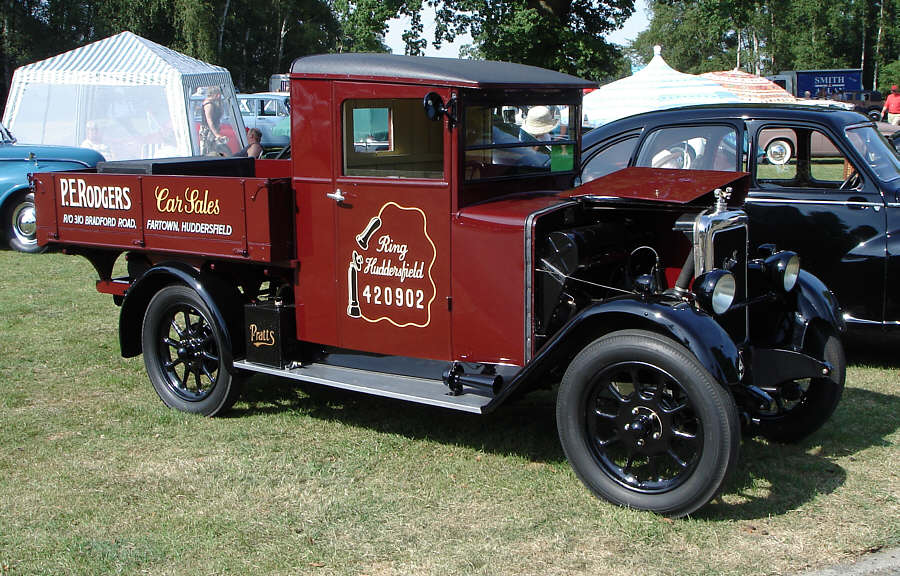
Camionnette Jowett de 1930.

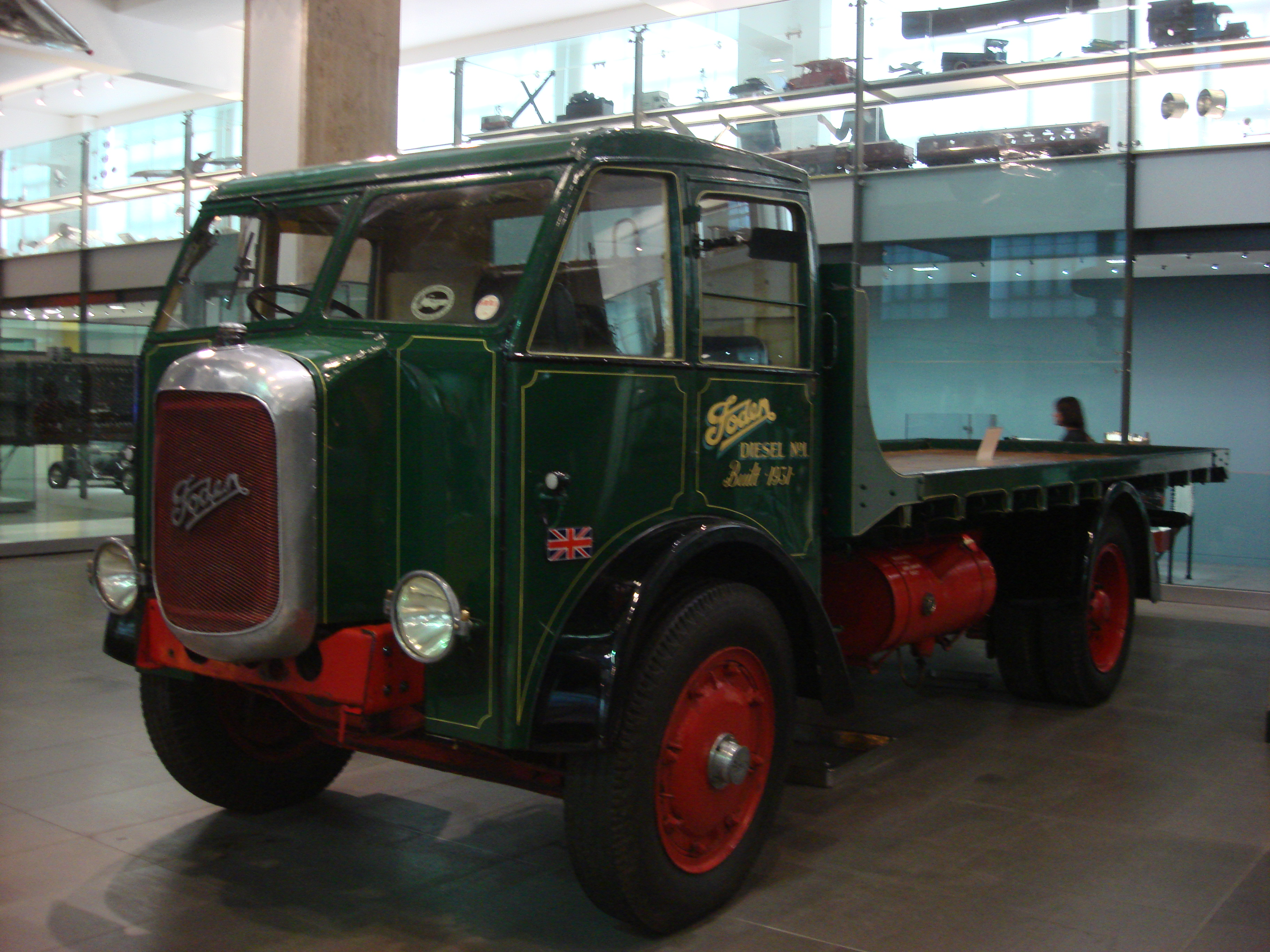
Camion Foden D1 de 1931 exposé au Science Museum de Londres.

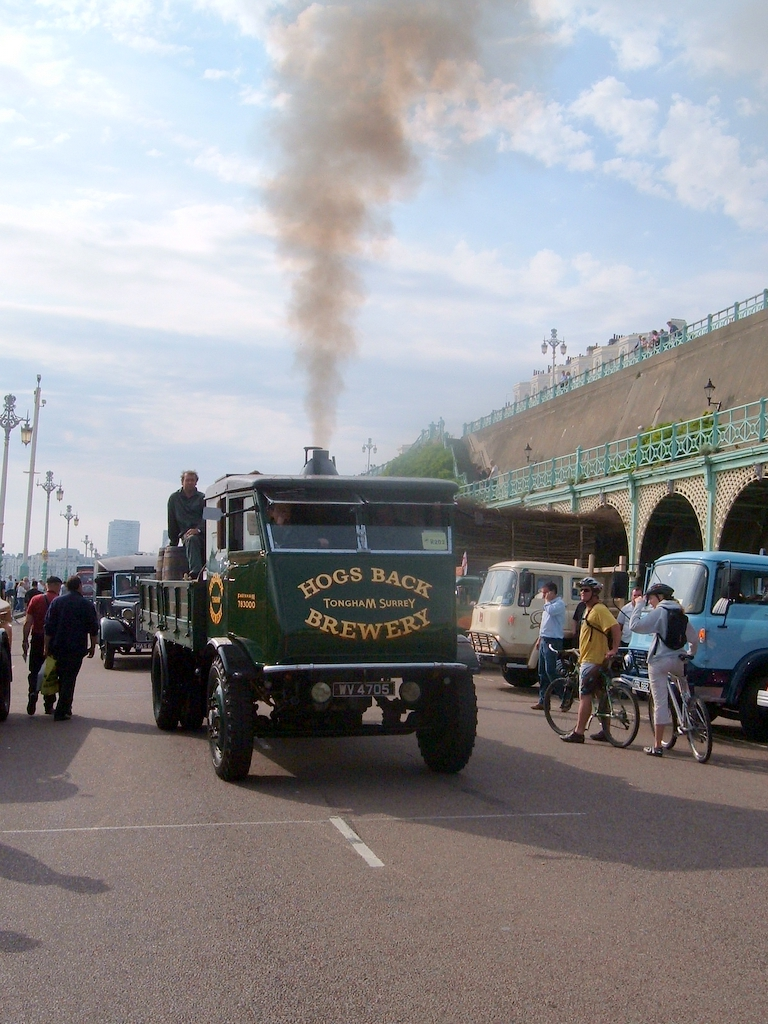
Un camion à vapeur Sentinel.

Classic Commercial Motor Vehicles – en abrégé CCMV – est un site communautaire non commercial animé par les clubs de collectionneurs britanniques de véhicules utilitaires, engins agricoles et de chantier, bus et véhicules de servitude militaires (à l'exclusion des engins de combat). Ce site met à la disposition du public une très importante photothèque consacrée au patrimoine automobile utilitaire britannique avec de très nombreux documents consacrés aux véhicules préservés et restaurés et aux musées ainsi qu'une collection d'affiches publicitaires d'époque. Il permet également un accès aux archives des grands constructeurs – AEC, Bedford, Vauxhall, Thornycroft… –  qui ont fait l'histoire de l'automobile au Royaume-Uni et offre une plate-forme pour toutes les manifestations - réunions de collectionneurs, expositions ponctuelles, rallyes,  etc. - en relation avec cette activité de préservation du patrimoine automobile et industriel britannique.

## L'Historic Commercial Vehicle Society
Fondée en 1958 sous le nom d' Historic Commercial Vehicle Club, cette association regroupait alors une poignée de collectionneurs propriétaires d'une douzaine de véhicules commerciaux. En 2009, elle comptait quelque 4000 membres et un parc de plus de 7500 véhicules.